# Muzeul Memorial „Dimitrie și Aurelia Ghiață”
Muzeul Memorial „Dimitrie și Aurelia Ghiață” este un muzeu național din București, amplasat în Str. Dr. Clunet nr. 14, sector 5. Colecție memorială de pictură și desene, precum și documente aparținând pictorului Dimitrie Ghiață (1888 - 1972), alături de o amplă suită de lucrări de artă decorativă, textile și cartoane de tapiserie realizate de soția artistului. Remarcabile sunt lucrările sale, peisaje, naturi moarte cu flori și compoziții, caracterizate prin coloritul sobru, armonios amintind tradițiile artei populare.